# Ben 10: Omniverse
Pour les articles homonymes, voir Ben 10.
Ben 10: Ultimate Alien Ben 10
Ben 10: Omniverse est une série d'animation américaine créée par Duncan Rouleau (en), Joe Casey, Joe Kelly et Steven T. Seagle, diffusé depuis le 1er août 2012 au 14 novembre 2014 sur la chaîne de télévision Cartoon Network aux États-Unis. Il s'agit de la quatrième série de la franchise Ben 10, succédant à Ben 10: Alien Force et Ben 10: Ultimate Alien, la série ayant été annoncée pour une diffusion en 2011 par Cartoon Network.
La série suit les aventures de Ben Tennyson en possession d'un nouvel Omnitrix, un petit objet lui permettant de changer son apparence en celui de nombreux aliens. Le scénario alterne entre un Ben âgé de onze ans (un an après la découverte de l'Omnitrix), et un Ben âgé de 16 ans (quelques mois après Ben 10 Ultimate Alien).

## Épisodes
Ben 10: Omniverse diffusée le 1er août 2012 au 17 novembre 2014 sur Cartoon Network aux États-Unis, avec un extrait d'épisode le 1er août 2012,,. Un extrait de la série a été diffusé après l'émission Ben 10 Week (du 19 mars au 24 mars 2012). En France, elle est diffusée depuis le 26 septembre 2012 sur Cartoon Network, et le 6 avril 2013 en Belgique sur La Trois. Il a également été diffusé au Québec sur Télétoon.
| Saisons | Saisons | Épisodes | Première date de diffusion | Dernière date de diffusion | Antagonistes               |
| ------- | ------- | -------- | -------------------------- | -------------------------- | -------------------------- |
|         | 1       | 10       | 1er août 2012              | 17 novembre 2012           | Khyber                     |
|         | 2       | 10       | 24 novembre 2012           | 2 février 2013             | Malware                    |
|         | 3       | 10       | 9 février 2013             | 6 avril 2013               | Les Incurseans             |
|         | 4       | 10       | 5 octobre 2013             | 7 décembre 2013            | Albedo                     |
|         | 5       | 10       | 15 février 2014            | 19 avril 2014              | Monstres galactiques       |
|         | 6       | 10       | 6 août 2014                | 17 octobre 2014            | Vilgax et Eon; Les Rooters |
|         | 7       | 10       | 20 octobre 2014            | 31 octobre 2014            | Ben Fou                    |
|         | 8       | 10       | 3 novembre 2015            | 14 novembre 2015           | Maltruant                  |

## Distribution

### Voix originales

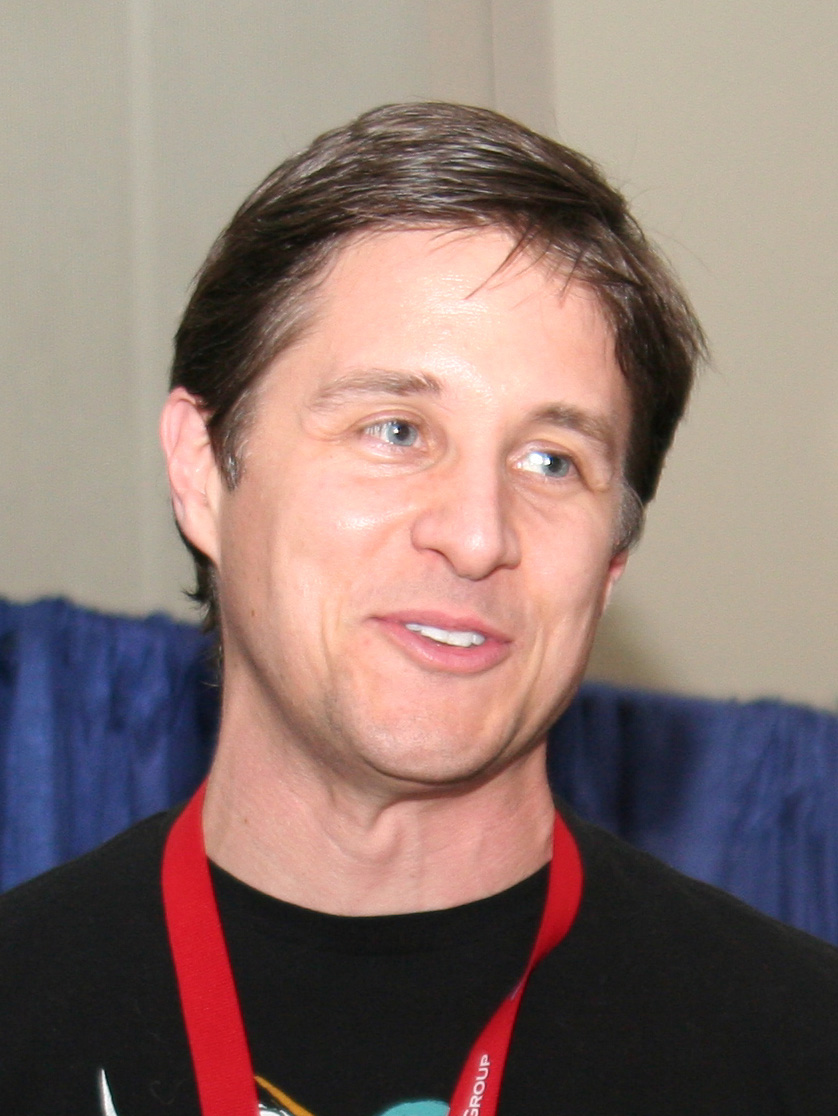
Voix Originale de Ben 10

- Yuri Lowenthal : Benjamin « Ben » Kirby Tennyson, Rétroactor/Feedback, AXLR, Albedo, Amphibien, Faukonnosaure, Aquanaute, The Worst (dans "La Grande Évasion) , Molestache (dans "La Grande Évasion), Pesky Dust (dans "La Grande Évasion"), employés de Mr. Jus de fruits, Hervé, voix additionnelles
- Ashley Johnson : Gwendolyne « Gwen » Tennyson
- Greg Cipes : Kevin Levin
- Paul Eiding : Maxwell Tennyson, Liam, Visio, Blukic, Zed, Hoodlum, Ultimate Arachno-Singe
- Bumper Robinson (en) : Rook Blonko, Bloxx, Tornade, Diabolosaure, Corvo, Coléoptosaure, Doc Saturday
- Dee Bradley Baker : Echo Echo, Aimantosaure, Arachno-Singe, Hydro-Jet, Energy, Temposaure, Nanomech, Glacial, Cigalocrash, Astrodactyl, Psyphon, Végétal, Sauvage, Le Dard, Transformo, Shérif Wat-Senn, Régénérator, Astrodacyl, Combinaison-Armure de classe 12 de Krochédudroit, un des sous-fifres de Krochédudroit, Prêtre Tetramand, Catiff, Colonel Hulex, Travailleurs Hulex, Haleine de Chacal, The Worst
- David Kaye : Khyber, Boulet de Canon, Shocksquatch, Gravattack, Inferno, Régénérator (dans le jeu vidéo "Ben 10 Omniverse 2"), Séparator, Seigneur de guerre Gar Redwind, Frankenstrike (BenVicktor), Molestache
- John DiMaggio : Le Tatou, Zombozo, Face de Bocal, Quad, Bingalosaure, Énormosaure, Octagon Vreedle, Vulkanus, Crapoteur, Will Harangue, Ultimate Énormosaure, Thunderpig, Atomix
- Eric Bauza : Articguana, Incassable, Le Têtard gris, Gobe-tout, Driba, Dr Psychobos, Krochédudroit, Mégawhatt, Driba, Albedo (forme Galvan), Bellicus (Alien X), Pax, Alain Capable, La Mâchoire, Géant, Squalosaure, Lackno, Mechaneer, Trombipulor, Computrons, Rook Da, Thunderpig, Commandant Raff, Sergent Cast Iron, Ultimate Albedo[6]
- Corey Burton : Virus, M. Ignacius Baumann, Méga-Méninges, Seebik, Fiskerton "Fisk" Saturday, V.V. Argost
- Rob Paulsen : Maître Patelliday, Rhomboid Vreedle, Duplico, Capitaine Kork
- Kevin Michael Richardson : Papyrus (BenMomie), Empereur Milleous, Sergent Cookmeister, Blitzwolfer (BenLoup-Garou)
- Tara Strong : Ben Tennyson (à 11 ans), Pakmar, Mazuma, Natalie Alvarez, Ben 23, Y-It, Molly Gunther, Private Brown Bag, Princesse Attea, Derrick J. Wyatt, Rook Shim, Pesky Dust, Onde de Choc
- Charlie Adler : le professeur Blarney T. Hokestar, Alien Vache, Alien Poulet
- Carlos Alazraqui : Rad Dudesman
- Aziz Ansari : Billy Billons
- René Auberjonois - Azmuth, Azmuth de la Dimension 23, L'intellectuelle
- Steven Blum : Vilgax, Hobble, Spectral, Sz'Kayr, Xagliv, Bill Gacks
- Kimberly Brooks : Serena (Alien X), Princesse Looma, Madison, Rayona, Rook Bralla
- Dave Fennoy : Tetrax Shard de la Dimension 23
- Beth Littleford : Sandra Tennyson
- Morgan Lofting (en) : Fistina
- David McCallum : Professeur Paradox
- Judd Nelson : Ben 10,000, Eon
- Vyvan Pham (en) : Julie Yamamoto, Fusée
- Tara Platt (en) : Ester
- Alexander Polinsky (en) : Argit
- Dwight Schultz : Dr Aloysius James Animo
- Alanna Ubach : Rook Shar, Frère de Rook
- April Winchell : Reine Gros Bidon
- Gwendoline Yeo : Nyancy Chan
- Ogie Banks (en) : Zak Saturday
- Vanessa Marshall : Drew Saturday

### Voix françaises
- Alexis Tomassian : Ben Tennyson, Albedo (forme humaine), Truite azur
- Barbara Beretta : Gwen Tennyson
- Donald Reignoux : Kevin Levin
- Alexandre Gillet : Rook Blonko
- Marc Alfos puis Paul Borne : Max Tennyson
- Sauvane Delanoë : Ben Tennyson enfant, Ben Tennyson de la dimension 23
- Chantal Macé : Gwen Tennyson enfant, Princesse Attéa, Rook Shar (voix 1)
- Marc Perez : Arachno-singe, Diabolosaure, Amphibien, Azmuth, Azmuth de la dimension 23, Le Tétard Gris, Argit, Cigalocrash, AXLR, Energy, Pakmar, Liam, le pire, Hobble, Raff, Coléoptosaure (voix 2), Echo Echo
- Thierry Murzeau : Khyber, Quad, Boulet de Canon, Gravattack (voix 1), Shocksquatch, Le Tatou, Hydro-jet, Que sa Roule, Électrique Yéti, Octagon Vreedle, Seebik, Empereur Milleous, Thunderpig, Rook Da, Gar Red Wind, Capitaine Kork, Vilgax, Visio, Géant, Frankenstrike, Temposaure, Papyru, Bellicus (Alien X)
- Michel Vigné : Virus, Bingalosaure, Glacial, Faukonnosaure, La Mâchoire, Dr. Animo, Incassable, Psyphon, Rhomboid Vreedle, Blukic, Krochédudroit, Trombipulor, Magister Arnux, Gravattack (voix 2), Crapauteur, Coléoptosaure (voix 1)
- Nicolas Marié : Zombozo, Mr Baumann, Rad Duracuire, Will Harangue, Albedo (forme galvan)
- Jérôme Pauwels : Retroactor, Inferno, Séparator, Bloxx, Pax, Magister Patelliday, Lackno, Driba, Astrodactyl, Dr. Psychobos, Hervé, ultimate albédo( tétard gris
- Jean-Claude Donda : Blarney T. Hokestar, Professeur Paradox, Shérif Watt-Sen
- Camille Donda : Ester
- Céline Monsarrat : Princesse éternelle Judith
- Isabelle Leprince : Princesse Looma Red Wind, Serena (Alien X)
- Kelvine Dumour : Natalie Alvarez, Mazuma, Rayona, Rook Shar (voix 2), Fistina, Sandra Tennyson
- Paolo Domingo : Billy Billions, Junior, petit frère de Rook
- Denis Laustriat : Eon
- Daniel Beretta : Ben 10,000
- Alexandra Garijo : Julie Yamamoto

Invités (cross-over)
- Martin Spinhayer : Argost
- Pablo Hertsens : Doc Saturday
- Véronique Biefnot : Drew Saturday
- Bruno Borsu : Zak Saturday

"*" = (écriture incertaine)

## Omnitrix
A la fin de Ultimate Alien, Ben obtient un nouveau model d’omnitrix faisant défiler les têtes des aliens. Il contient tous les anciens et il en a également de nouveaux:
1. Bloxx : Une sorte de gorille fait de briques Lego capable de se régénérer et de prendre diverses formes comme un bouclier ou une catapulte.
2. Shocksquach : Un yéti jaune tirant des décharges électriques de ses mains et de sa bouche.
3. Feedback : Un humanoïde cyclopéen avec deux grandes antennes pour absorber les énergies et les renvoyer sur leurs envoyeurs. Il a été déverrouillé cinq ans avant Bloxx.
4. Gravattack : Une minuscule planète vivante pouvant flotter et faire flotter les objets très lourds. Il peut également se mettre en boule.
5. Cigalocrash : Un extraterrestre semblable à une grande sauterelle qui saute très haut.
6. Coléoptausaure : Un tout petit insecte avec des antennes et des mandibules. Dépourvu de bras il est assez lent mais il peut créer des "airbags" avec sa morve.
7. Truite Azur : Un gros poisson bleu avec des bras et des jambes. Il est plutôt lent et faible à la vue, mais il a la peau aussi glissante qu’un savon et peut fuir les dangers rapidement. Il a été déverrouillé par Blukic et Driba, deux plombiers.
8. La potiche : Un alien féérique très petit et plutôt faible. Mais il peut endormir un ennemi pour le forcer à dire la vérité. Il a été déverrouillé par Blukic et Driba.
9. Molestache : Un rongeur moustachu capable de déformer sa moustache pour voler ou soulever un camion. Il a été déverrouillé par Blukic et Driba.
10. Le pire : Un petit blob jaune indestructible et élastique. Cependant ses pouvoirs ont des limites car il ressent la douleur. Il a été le dernier à être déverrouillé par Blukic et Driba.
11. Faucaunausaure : Un faucon humanoïde doté d’une grande force et d’une amplitude surhumaine. Son ADN provient sans doute de Liam.
12. Pince-orteil : Un extraterrestre semblable à un ogre portant un casque pour cacher son visage effrayant. Son attaque n’a peut être pas d’effet sur les malvoyants et non-voyants comme les Vulpimancers.
13. Astrodactyle : Un ptérodactyle humanoïde pourvu d’un jet-pack et de morsures douloureuses.
14. Crapauteur : Un Incursien plus grand et musclé que ses congenaires qui peut allonger sa langue et faire de grands bons.
15. Atomix : Il a des capacités surpuissantes, il utilise la formule magique «Humina Humina Humina» pour provoquer des explosions nucléaires. Il ressemble à un humanoïde robotique.
16. Proutor : Une sorte de cyborg à la peau violette avec une fenêtre sur le bassin. Il peut reproduire toutes sortes de gazs et les envoyer sur ses ennemis.
17. Vlampire : Un grand vampire crachant des corrupturas: de petites chauve-souris qui prennent le contrôle de celui qui est touché. Son ADN provient sans doute de Lord Transyl.

## Médias

### Jouets
Une branche de jouets créée par Bandai a été présentée chez Toy Fairs à travers le monde. Un manque possible et non-attentionnel d'images officielles de la branche a été diffusée sur le site de Kmart. Des figurines représentant les personnages : Bloxx, Shocksquatch, un Ben Tennyson de 16 ans, un Ben de 11 ans, et Gwen. ont été présentés sur le site.

### Jeux vidéo
Un jeu vidéo du même nom a été développé par Vicious Cycle Software sur consoles Wii U, Wii, PlayStation 3, Xbox 360 et par 1st Playable Productions sur consoles portables Nintendo 3DS et Nintendo DS. Ce jeu du genre action-beat 'em up met en scène 15 personnages jouables sur DS et 3DS, et 16 jouables sur les autres consoles. Il dispose également d'un mode deux joueurs en coopération. Omniverse a également inspiré un second jeu vidéo, développé par High Voltage Studios (en) sur Wii U, Wii, Playstation 3, Xbox 360, et par 1st Playable Productions sur Nintendo 3DS.

### DVD
- États-Unis :

Cinq volumes (8 DVD) ont été édités sur le support DVD chez Warner Home Vidéo comprenant l'intégralité des saisons 1 à 3, la moitié des épisodes de la saison 4 et la 5 soit un total de 40 épisodes sur les 80 produits :
- Ben 10 Omniverse Volume 1: A New Beginning (Boitier 2 DVD-9) sorti le 5 février 2013 en version anglaise avec sous-titres anglais contenant les épisodes suivants :
1. The More Things Change, part 1
2. The More Things Change, part 2
3. A Jolt from the Past
4. Trouble Helix
5. Have I Got a Deal for You
6. It was Them
7. So Long, and thanks for all the Smoothies
8. Hot Stretch
9. Many Happy Returns
10. Gone Fishin'

- Ben 10 Omniverse Volume 2: Heroes Rise (Boitier 2 DVD-9) sorti le 9 juillet 2013 en version anglaise avec sous-titres anglais contenant les épisodes suivants :
1. Of Predators and Prey, part 1
2. Of Predators and Prey, part 2
3. Outbreak
4. Blukic and Driba go to Mr Smoothy's
5. Malefactor
6. Bros in Space
7. Arrested Development
8. Rules of Engagement
9. Showdown, part 1
10. Showdown, part 2

- Ben 10 Omniverse Volume 3: Aliens at War (Boitier 2 DVD-9) sorti le 5 novembre 2013 en version anglaise avec sous-titres anglais contenant les épisodes suivants :
1. T.I.G.S.
2. Tummy Trouble
3. Store 23
4. Vilgax must Croak
5. Ben Again
6. Special Delivery
7. RAD
8. While You Were Away
9. The Frogs of War, part 1
10. The Frogs of War, part 2

- Ben 10 omniverse Volume 4: Duel of the Duplicates (DVD-9 Keep Case) sorti le 8 avril 2014 en version anglaise avec sous-titres anglais contenant les épisodes suivants :
1. The Ultimate Heist
2. A Fistful of Brains
3. For a Few Brains More
4. Evil's Encore
5. Return to Forever

- Ben 10 Omniverse Volume 5: Galactic Monsters (DVD-9 Keep Case) sorti le 16 septembre 2014 en version anglaise avec sous-titres anglais contenant les épisodes suivants :
1. RAD Monster Party
2. Charmed, I'm Sure
3. The Vampire Strikes Back
4. Something Zombozo This Way Comes
5. Mystery, Incorporeal